# Lúzer SC
A Lúzer SC (eredeti cím: The Benchwarmers) 2006-ban bemutatott amerikai sport filmvígjáték, melynek rendezője Dennis Dugan. A főszerepet Rob Schneider, David Spade, Jon Heder, Jon Lovitz, Craig Kilborn, Molly Sims és Tim Meadows alakítja. A filmet a Revolution Studios és a Happy Madison Productions gyártotta, valamint a Columbia Pictures forgalmazta. A megjelenése óta eltelt évek alatt kultikus rajongótáborra tett szert, különösen a baseballrajongók körében.
A folytatás közvetlenül DVD-n jelent meg 2018 júliusában Benchwarmers 2: Breaking Balls címen.

## Cselekmény
Három barát elhatározza, hogy alapítanak egy saját baseballcsapatot.

## Szereplők
| Szerep         | Színész                | Magyar hang   |
| -------------- | ---------------------- | ------------- |
| Gus Matthews   | Rob Schneider          | Józsa Imre    |
| Richie Goodman | David Spade            | Tahi József   |
| Clark Reedy    | Jon Heder              | Hamvas Dániel |
| Mel Carmichael | Jon Lovitz             | Forgács Gábor |
| Liz Matthews   | Molly Sims             | Pálfi Kata    |
| Jerry          | Craig Kilborn          | Lippai László |
| Wayne          | Tim Meadows            | N/A           |
| Steven         | Terry Crews            | N/A           |
| Bellows edző   | Dennis Dugan           | N/A           |
| játékos        | Patrick Schwarzenegger | N/A           |
| Öltöztető      | Jackie Sandler         | N/A           |

## Filmkészítés
A filmet Kalifornia különböző helyszínein forgatták, főként Agoura Hillsben, a Chumash Parkban és egy Pizza Hutban. További helyszínek: Chino Hills; Chino; Culver City; Glendale; Watson Drug Store - Chapman Avenue, Orange; Simi Valley; Westwood, Los Angeles és Mulholland Hwy (Malibu).

## Bevétel
A film kasszasiker volt. A nyitóhétvégén 19,6 millió dolláros bevételt hozott, és ezzel a második helyen végzett az észak-amerikai jegypénztáraknál a Jégkorszak 2. – Az olvadás mögött. A hazai mozikban 59 843 754 dollárral, más területeken 5 113 537 dollárral, világszerte pedig 64 957 291 dollárral zárt. A film tartotta a baseball műfajú filmek legmagasabb nyitóhétvégi bevételi rekordját, egészen 2013-ig, amíg A 42-es című Jackie Robinson-film meg nem előzte.

## Fogadtatás
A film nagyrészt negatív kritikákat kapott. A Rotten Tomatoes oldalán 13%-os értékelést ért el, 71 kritika alapján. A Metacritic oldalán 25 pontot szerzett a százból, 17 kritika alapján. A CinemaScore oldalán átlagos minősítést szerzett.
A The New York Times kritikusa, Manohla Dargis szerint "a Lúzer SC az a fajta trash film, amihez Hollywood nagyon ért", és csak azért került a mozikba, hogy felhívja az emberek figyelmét a videókölcsönzésre.
Az Entertainment Weekly kritikusa, Owen Gleiberman pozitívan értékelte.

## Folytatás
2018 júliusában a Revolution Studios és az Universal 1440 bejelentette a közvetlen DVD-folytatást, amely a Benchwarmers 2: Breaking Balls címen jelent meg. A film 2019. január 29-én került a mozikba, Jon Lovitz pedig ismét Mel Carmichael szerepében látható. A többi szereplő Chris Klein, Chelsey Reist, Lochlyn Munro és Garfield Wilson.

## Fordítás
- Ez a szócikk részben vagy egészben  a   The Benchwarmers című angol Wikipédia-szócikk fordításán alapul.  Az eredeti cikk szerkesztőit annak laptörténete sorolja fel. Ez a jelzés csupán a megfogalmazás eredetét és a szerzői jogokat jelzi, nem szolgál a cikkben szereplő információk forrásmegjelöléseként.